# Angelus (Kilar)
Angelus is een compositie van Wojciech Kilar die hij voltooide in 1984.
Het werk is geschreven voor de viering van de renovatie van het altaar in het klooster van Jasna Góra. Het maakt deel uit van de trilogie De moeder Gods en Exodus.
Hij begon te werken aan dit kerklied toen hij in 1982 het klooster bezocht; twee jaar later voltooide hij het eendelige werk. De muziek en zang van dit werk golft op en neer en kan gezien worden in de traditie van de andere muziek die Kilar schreef nadat hij de avant-gardemuziek had afgezworen. Sindsdien speelde ook zijn religie en dat van de overige Polen een grote rol. De tekst is die van het gebed Angelus en dan met name het Weesgegroet Maria aan De Moeder Gods. Het is in de officieuze drieluik het logische vervolg op dat deel.

## Orkestratie
- sopraan
- gemengd koor
- 4 dwarsfluiten, 4 hobo’s, 4 klarinetten, 4 fagotten;
- 4 hoorns, 4 trompetten, 4 trombones, 1 tuba
- 6 man / vrouw percussie, celesta, 2 harpen, piano
- violen, altviolen, celli, contrabassen

## Discografie
- Uitgave Dux Records: Pools Nationaal Radio-Symfonieorkest met koor onder leiding van Antoni Wit; sopraan: Izabela Ktosinska; opname live: 16 juni 1997 te Warschau
- Uitgave Olympia Compact Discs Ltd.: idem met soliste Delfina Ambroziak; opname 1985